# Arphia simplex
Arphia simplex är en insektsart som beskrevs av Scudder, S.H. 1875. Arphia simplex ingår i släktet Arphia och familjen gräshoppor. Inga underarter finns listade i Catalogue of Life.